# A State of Trance 2005
A State of Trance 2005 – druga kompilacja z serii A State of Trance, holenderskiego DJ-a, Armina van Buurena. Na wydawnictwo składają się dwie płyty CD, wydane przez Armada Music.

## Lista utworów

### CD 1 – Light
1. Interstate – "I Found You"
2. Hidden Logic presents Luminary – "Wasting"
3. Markus Schulz featuring Anita Kelsey – "First Time"
4. Max Graham featuring Jessica Jacobs – "I Know You're Gone"
5. Mike Foyle presents Statica – "Space Guitar"
6. Ava Mea – "In the End"
7. Elevation – "Ocean Rain"
8. Locust – "Aerospace [Probspot Remix]"
9. Armin van Buuren – "Shivers"
10. EnMass – "Beyond Horizon"
11. Kyau vs. Albert – "Falling Anywhere [Rework]"
12. Fragile featuring Alex Lemon – "Inertia [Armin van Buuren Remix]"
13. Sophie Sugar – "Call of Tomorrow [John O'Callaghan Remix]"
14. Marcos – "Cosmic Strings" **
15. John Askew – "Mood Swing" **

### CD 2 – Dark
1. Peter Martin presents Anthanasia – "Simply Blue"
2. Nufrequency – "808 (Why Oh Why) [Instrumental Mix]"
3. Andy Moor – "Halcyon"
4. Ahmet Ertenu – "Why [Derek Howell Mix]"
5. O. Lieb vs. DJ Preach – "Papel [Preach Remix]"
6. Remy – "Crackdown"
7. Gabriel & Dresden – "Arcadia"
8. Tilt – "Twelve [Max Graham Remix]"
9. Matthew Dekay – "Deep Show"
10. Recluse – "Emotional Void"
11. Adam White featuring Martin Grech – "Ballerina"
12. Blank & Jones – "Perfect Silence [E-Craig 212 Vocal Mix]"
13. Kyau vs. Albert – "Made of Sun [KvA Hard Dub – AVB Edit]"
14. M.I.K.E. – "Massive Motion" **
15. Eye Wall – "Bad Deal" **
16. Hammer & Bennett – "Language [Santiago Nino Dub Tech Mix]" **
17. Liquid Overdose – "Ancient Space [Fred Baker Remix]" **

## Data wydania
| Kraj              | Data            |
| ----------------- | --------------- |
| Holandia          | 12 marca 2005   |
| Stany Zjednoczone | 5 kwietnia 2005 |